# ヴェルバッハ
ヴェルバッハ (ドイツ語: Werbach、 ドイツ語発音) はドイツ連邦共和国バーデン＝ヴュルテンベルク州マイン＝タウバー郡に属す町村（以下、本項では便宜上「町」と記述する）。タウバーフランケン地方の一角をなす。この町は聖母巡礼礼拝堂で知られる。

## 地理

### 位置
ヴェルバッハはタウバービショフスハイム、ヴェルトハイム、ヴュルツブルクの間のタウバー渓谷に位置する。

### 自治体の構成
かつての自治体のブルンタール、ガムブルク、ニクラスハウゼン、ヴェンクハイム、ヴェルバッハハウゼンがヴェルバッハに属す。

## 歴史
ヴェルバッハの文献上最初の記録は1248年になされた。1563年にはペストのために約500人が亡くなった。

### 宗教
ヴェンクハイムは、ユダヤ人組織、特に古いシナゴーグで知られ、現在もユダヤ人墓地が残る。

### 町村合併
1974年1月1日に、それまで独立した自治体であったヴェルクハイム、ヴェルバッハハウゼン、ブルンタールが合併して新しい自治体のヴェルバッハが発足した。1975年1月1日にガムブルクとニクラスハウゼンがこれに加わった。

### 地区
| ブルンタール     | ブルンタールは、1222年に初めて文献上に記録されている。当時、この村の一部がヴュルツブルク司教に寄進された。14世紀にこの村にブルンタール修道院が創設された。1803年までこの村はマインツ選帝侯領となった。帝国代表者会議主要決議に基づく世俗化によりこの村はライニンゲン侯領となった。1806年にライン同盟によって同侯領が廃止されると、この村はバイエルン大公領となった。 |
| ガムブルク       | ガムブルクは、1139年にはすでに文献上に記録されている。 |
| ニクラスハウゼン | 「ニクラスハウゼンの太鼓叩き」と呼ばれるハンス・ベームはニクラウスハウゼンへの巡礼者に説教を行った説教者で、4万人を超える農民達が彼の周りに集まった。しかし彼は逮捕され、ヴュルツブルクで火刑に処された。 |
| ヴェンクハイム   | ヴェンクハイムの大部分は1750年の火事で焼失した。 |

## 行政

### 議会
ヴェルバッハの町議会は21議席からなる。

### 紋章
紋章は、赤地にマインツの輪。下部は白地に青い蘂を持つ白い花が2輪描かれている。

## 経済と社会資本
ヴェルバッハはタウバーフランケン地方のワイン町である。

### 交通
ニクラスハウゼンおよびガムベルクはタウバータール鉄道（クライルスハイム - ヴェルトハイム）によって広域鉄道網と結ばれている。

## 文化と見所
17世紀またはそれ以前からのユダヤ人墓地がヴェンクハイム地区東部の「グローサー・ヴァルト」と呼ばれる耕作地に存在する（現在はバイエルン州との州境に直接接している）。この墓地は1938年まで使われていた（面積55.80a）。

### 建築

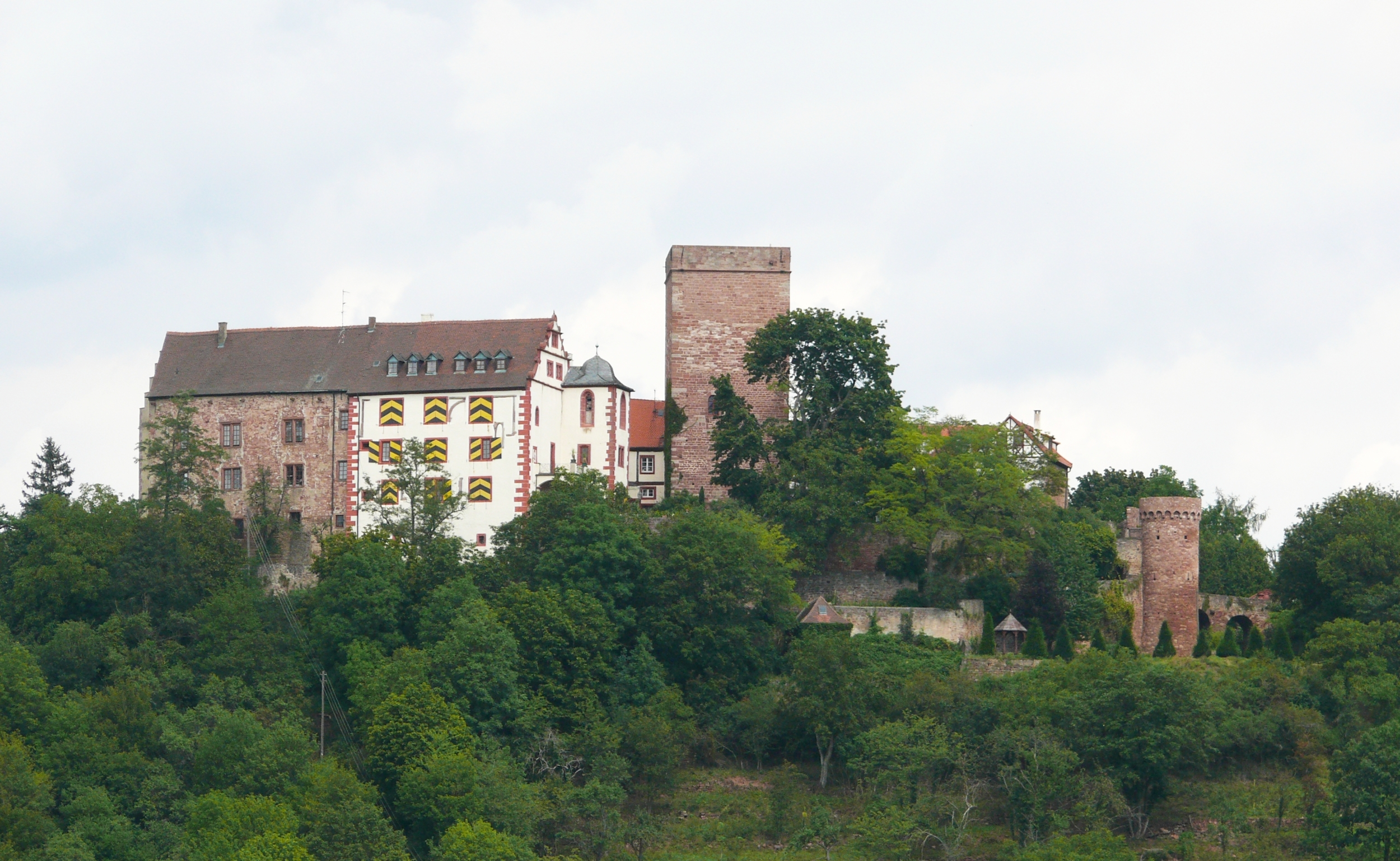
ガムブルク城

- ヴァエルバッハとヴェルバッハハウゼンの間にある聖母の泉礼拝堂
- ヴェンクハイムの旧シナゴーグ — 保護協会により修復されている。
- ヴェンクハイムのプロテスタント教会
- ガムブルクの1895年に建造された教区教会
- ガムブルク城

### 余暇
- ヴェンクハイム地区には屋外プールがある。

## 引用
1. ↑  Statistisches Landesamt Baden-Württemberg – Bevölkerung nach Nationalität und Geschlecht am 31. Dezember 2023 (CSV-Datei)
2. ↑  Das Land Baden-Württemberg. Amtliche Beschreibung nach Kreisen und Gemeinden. Band IV: Regierungsbezirk Stuttgart, Regionalverbände Franken und Ostwürttemberg. Kohlhammer, Stuttgart 1980, ISBN 3-17-005708-1. S. 354–357